# ادوین وستربی
ادوین وستربی (سوئدی: Edvin Vesterby؛ زادهٔ ۲۳ اکتبر ۱۹۲۷) کشتی‌گیر اهل سوئد بود.
وی در مسابقات کشوری و بین‌المللی در مجموع برندهٔ ۱ مدال نقره شده‌است.